# Renate Harant
Renate Harant (* 19. Januar 1948 in Landsberg am Lech) ist eine deutsche Politikerin (SPD). Sie war von 2001 bis 2016 Mitglied des Abgeordnetenhauses von Berlin.

## Ausbildung und Beruf
Harant erwarb 1967 das Abitur, studierte von 1967 bis 1970 Germanistik und Geographie an der Ludwig-Maximilian-Universität in München und schloss 1972 ihr Lehramtsreferendariat ab. In den Jahren 1972 bis 1992 arbeitete sie als Realschullehrerin und ist derzeit aufgrund ihres politischen Mandats beurlaubt.

## Politik
Renate Harant trat 1987 in die SPD ein. Von 1995 bis 2001 war sie Bezirksverordnete in Treptow-Köpenick. Von November 2001 bis Oktober 2016 war sie Mitglied des Abgeordnetenhauses. Bei der Abgeordnetenwahl 2006 wurde sie mit 35,3 % der Stimmen für den Wahlkreis Treptow-Köpenick 6 direkt gewählt, den sie bei der Abgeordnetenwahl 2011 mit 31,0 % verteidigte. Renate Harant war Vorsitzende in den Ausschüssen für „Bildung, Jugend und Sport“ und Mitglied im Ausschuss für „Kulturelle Angelegenheiten“. Dem Fraktionsvorstand der SPD gehörte sie seit 2006 an.

## Persönliches
Renate Harant ist verheiratet und hat drei Kinder.